# Melvin Gallant
Pour les articles homonymes, voir Gallant.
Œuvres principales
Le Thème de la mort chez Roger Martin du Gard (1970)
Ti-Jean, contes acadiens (1973)
La Cuisine traditionnelle en Acadie (1975)
Le Métis de Beaubassin (2009)
À la conquête de l'île Saint-Jean (2016)
Melvin Gallant est un professeur, critique littéraire, éditeur et écrivain canadien né le 24 mai 1932 à l'Île-du-Prince-Édouard et mort le 20 octobre 2023.
Après des études au collège Saint-Joseph de Memramcook, il enseigne l'économie et la comptabilité de 1957 à 1960 au collège Sacré-Cœur de Bathurst. Il part étudier en Europe, où il obtient un diplôme en science politique de l'université de Paris en 1960 puis une maîtrise ès arts à l'Institut catholique de Paris en 1964. La même année, il commence à enseigner la littérature française et la littérature acadienne à l'Université de Moncton. Sa thèse de doctorat, présentée en 1970 à l'université de Neuchâtel, Le Thème de la mort chez Roger Martin du Gard, est remarquée.
Melvin Gallant est cofondateur des Éditions d'Acadie en 1972. C'est alors la plus importante maison d'édition de langue française en Amérique du Nord à l'extérieur du Québec. Il en est président jusqu'en 1975 puis président du conseil d'administration et du bureau de direction de 1977 à 1984. Il est aussi le fondateur en 1978 de l'Association des écrivains acadiens, qui donne naissance aux Éditions Perce-Neige en 1980. Il fonde la revue d'analyse politique Égalité la même année.
Il publie plusieurs romans, dont une quinzaine pour enfants. Avec sa série Ti-Jean, il est l'auteur jeunesse acadien le plus populaire. Son Ti-Jean est inspiré d'un personnage du folklore acadien, dont on retrouve aussi des versions dans différentes cultures. En 1999, il crée une version féminine du personnage, Tite-Jeanne. Les Éditions d'Acadie ferment leurs portes en 2000 et Melvin Gallant décide de publier de nouvelles versions de Ti-Jean, cette fois aux éditions Bouton d'or Acadie. Parmi ses autres textes figurent le documentaire La Cuisine traditionnelle en Acadie, coécrit en 1975 avec Marielle Boudreau, le recueil de poésie L'Été insulaire (1982) et le roman historique Le Métis de Beaubassin (2009). Ce dernier est le premier livre publié aux Éditions de la Francophonie. Melvin Gallant publie aussi des critiques, des manuels et des articles.

## Biographie

### Jeunesse et études

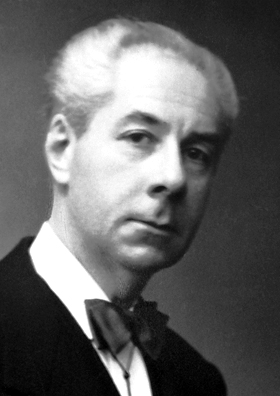
Roger Martin du Gard, dont l’œuvre fait l'objet de la thèse de doctorat de Melvin Gallant, soutenue en 1970.

Melvin Gallant naît le 24 mai 1932 — d'autres sources mentionnent 1933 — à Urbainville, dans la région Évangéline, à l'ouest de l'Île-du-Prince-Édouard (Canada). L'un de ses ancêtres est Michel Haché dit Gallant, personnage principal de son roman Le Métis de Beaubassin, paru en 2009. Melvin est d'ailleurs secrétaire de l'Association internationale des familles Haché-Gallant de 2002 à 2005. L'origine du patronyme Gallant, au début un sobriquet acadien de l'ancêtre, n'est pas connue mais Melvin invente une dans son roman. Melvin a été surnommé le « Métis d'Urbainville » car son ancêtre est un métis né d'un père acadien et d'une mère autochtone.
Après avoir terminé son éducation secondaire dans sa province natale, il entre à l'Université Saint-Joseph de Memramcook, dans la province voisine du Nouveau-Brunswick, où il obtient en 1956 un baccalauréat en sciences commerciales. Entre 1957 et 1960, il enseigne l'économie et la comptabilité au Collège Sacré-Cœur de Bathurst. Il se rend ensuite en France, où il obtient un diplôme en sciences politiques de l'université de Paris en 1960 et une maîtrise ès arts de l'Institut catholique de Paris en 1964.
Il prépare aussi une thèse de doctorat, Le Thème de la mort chez Roger Martin du Gard, qu'il soutient à l'Université de Neuchâtel, en Suisse, en 1970. Sa thèse est publiée l'année suivante par la maison d'édition Klincksieck, à Paris. Réjean Robidoux loue la « solidité et la justesse de la thèse » ainsi que son « caractère synthétique » et « exhaustif ». Lors de ses études, Melvin Gallant obtient des bourses des gouvernements français et suisse ainsi que du Conseil des Arts du Canada. Il est membre du jury des bourses de travail libre d'artistes de cet organisme de 1974 à 1976 puis président de 1977 à 1979.
Il séjourne dans dix pays d'Europe et trois d'Afrique.

### Enseignement
En 1964, Melvin Gallant part enseigner la littérature française et la littérature acadienne à la nouvelle Université de Moncton, au Nouveau-Brunswick. Il y publie un manuel : L'Initiation à la dissertation en 1966 ainsi que plusieurs études et articles. Il est membre fondateur en 1964 et secrétaire jusqu'en 1969 de l'association des professeurs de l'université. Il dirige aussi le département d'études françaises de 1969 à 1973. Il préside de plus le Comité d'équivalence entre les universités francophones de 1971 à 1975.
À la suite d'un concours de poésie lancé en 1971 par des étudiants en maîtrise de l'Université de Moncton, Melvin Gallant regroupe quelques auteurs pour fonder les Éditions d'Acadie l'année suivante,. Il en est président jusqu'en 1975 puis président du conseil d'administration et du bureau de direction de 1977 à 1984. Jusqu'à sa disparition en 2000, cette maison d'édition est la plus importante de langue française sur le continent américain à l'extérieur du Québec. Il est aussi le fondateur en 1978 de l'Association des écrivains acadiens, qui donne naissance aux Éditions Perce-Neige en 1980. Il fonde la revue d'analyse politique Égalité la même année.
Il préside des présentations et des séances sur les littératures française et acadienne lors de divers colloques tenus en Belgique, au Canada et en France. En 1988, il est coprésident d'un comité de citoyens souhaitant la survie du journal quotidien Le Matin. Il est aussi président du comité organisateur du Colloque international sur le thème de la mer en 1991.

### Retraite
Melvin Gallant prend sa retraite de l'Université de Moncton en 1993. Il est fait professeur émérite de lettres peu de temps après. Depuis ce temps, il habite six mois par année à Grand-Barachois, dans Beaubassin-Est, au Nouveau-Brunswick, et six mois en République dominicaine. Il a aussi habité en Martinique.
Il continue tout de même d'écrire et il est aussi animateur culturel. Il est président d'honneur du Salon du livre de Dieppe en 2001 et membre du conseil d'administration jusqu'en 2005.

### Mort
Melvin Gallant meurt le 20 octobre 2023.

## Écriture
Selon David Lonergan, l'œuvre de Melvin Gallant est indissociable de l'émergence de la littérature acadienne. Ses contes et romans de jeunesse sont les plus populaires de la littérature acadienne, avec en tout 18 450 exemplaires vendus avant 1995.
Selon le Dictionnaire des auteurs de langue française en Amérique du Nord, Melvin Gallant, dans son œuvre, s'attache à l'âme et à la vie de son pays, l'Acadie. Son intérêt pour l'histoire provient de sa recherche de ses origines et du désir de mieux comprendre l'Acadie contemporaine.
Ses œuvres sont souvent le fruit d'une volonté de renouveau dans la littérature acadienne. Ti-Jean (1973) est ainsi le premier recueil de contes n'étant pas purement ethnologique, L'Été insulaire (1982) est le premier recueil de poésie ne se bornant pas à l'identité, et Le Chant des grenouilles (1982) est l'un des premiers romans psychologiques. En 1999, en publiant Tite-Jeanne, il renouvelle sa propre œuvre car ce personnage féminin fait contrepoids au personnage masculin de Ti-Jean. La publication des contes de Melvin Gallant contribue pourtant à rendre plus accessibles les contes traditionnels.

### Ti-Jean: contes acadiens

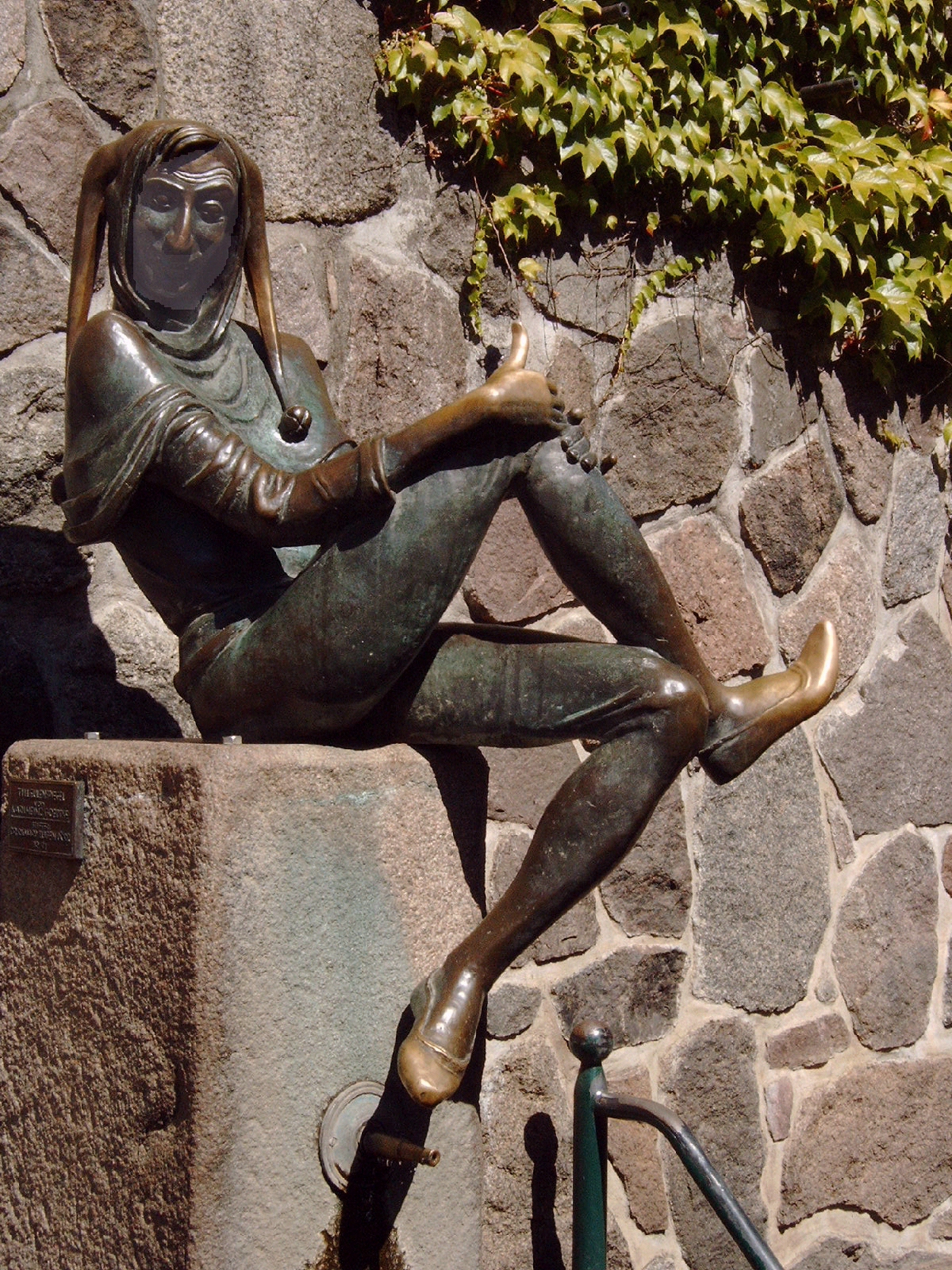
Statue de Till L'Espiègle, un autre nom donné à Ti-Jean.

En 1973, Melvin Gallant publie Ti-Jean : contes acadiens aux Éditions d'Acadie. Ce recueil de contes, tout en étant inspiré du folklore acadien, possède une portée universelle. C'est en effet une version acadienne d'un conte très commun, qui se retrouve sous ce nom au Québec, en Louisiane et aux Antilles, ainsi que sous le nom Till l'Espiègle en Allemagne et de Ian Beg en Écosse. Destiné aux jeunes de dix à quatorze ans, c'est le premier d'une série de publications centrées sur le personnage éponyme, un garçon honnête et courageux partant à l'aventure pour sauver des princesses en danger et combattre des êtres maléfiques. Dans le folklore acadien, plusieurs contes mettent en effet en scène un personnage ordinairement appelé Ti-Jean engagé par un roi pour accomplir diverses tâches, en faisant un conte-type AT 1000 à 1029 dans la classification Aarne-Thompson. Dans la version acadienne, le roi remplace le personnage de l'ogre stupide que l'on retrouve dans d'autres cultures. Ti-Jean est aussi le personnage principal du conte « le Fin-Voleur » (conte-type AT 1525), l'un des plus populaires du folklore acadien, dans lequel il accomplit des vols audacieux.
L'auteur affirme s'être inspiré de la « vivacité » des textes d'Honoré Saint-Pierre pour adapter ces contes. Il ne tombe pas dans le pittoresque comme de nombreux autres conteurs et il utilise un langage simple et une écriture neutre, un peu « grise » selon Alain Masson, contrastant avec le caractère malicieux du personnage principal. En français acadien, il n'y a pas de négation « ne... pas » à l'oral mais l'auteur l'utilise pourtant car il décide de ne pas recréer le discours oral comme cela se fait souvent dans l'écriture d'un conte. Il fait toutefois usage de superlatifs. Les contes sont écrits au passé simple, courant dans les contes acadiens, et non au passé composé, utilisé habituellement dans les fictions acadiennes de cette époque. Il n'y a pas d'acadianismes, ni d'anglicismes. Alain Masson note toutefois l'usage du mot « piastre » ainsi que « dollar », constituant donc un lapsus.
Le langage simple permet toutefois de valoriser la structure même du conte et de s'approcher des fonctions du personnage théorisées par l'auteur russe Vladimir Propp ; ce dernier a déterminé que tous les contes ont la même structure de base, comprenant sept types de personnages et 31 fonctions correspondant aux découpages du récit. En fait, les contes acadiens sont similaires aux contes européens dans leur structure mais s'en éloignent dans leurs détails. Daniel Long compare même les contes de Ti-Jean à l'Odyssée. La mer est omniprésente, trait caractéristique de la culture acadienne. Un autre exemple d'influence acadienne du conte est le fait que le roi est toujours un riche fermier. Ti-Jean est un conte merveilleux, tel que le démontrent les machines magiques et le fait que tous les animaux sont dotés de pouvoirs. Ti-Jean n'a pas de pouvoirs, mais il utilise des objets magiques. Les contes s'inspirent de la tradition orale, commençant souvent par un empêchement transgressé, par exemple lorsque Ti-Jean part de son propre gré à l’aventure pour aider un membre de sa famille.
Les contes ne sont pas organisés au hasard mais selon un ordre pédagogique, voire initiatique. L'auteur a recours à la structure traditionnelle par les personnages — rois, sorciers et princesses — et la triple répétition des éléments narratifs. Le dernier conte, La Quarantième chambre et les quatre murs, peut faire allusion aux quatre voyages de Ti-Jean, qui compte en fait trois étapes : deux retours chez ses parents, un retour manquant au récit et trois arrivées « à bon port », reprenant ainsi la triple répétition. D'ailleurs, le méchant baron trouve le quatrième mur barbouillé ; le quatrième, dans le recueil, est ainsi différent, marquant la fin du récit.
Toutes les femmes décrites, excepté les sorcières, sont des princesses, et Ti-Jean en séduit plusieurs au cours du récit. Il est plutôt mené par le désir que par l'amour, tel que le démontre sa description de la découverte de la princesse nue dans le dernier conte. Pour lui, les valeurs familiales dépassent tout de même les valeurs amoureuses : il se marie dans le conte Merlin mais a plus de difficulté à obtenir la reconnaissance du roi, figure paternelle, que la main de sa fille. Il déclare même qu'il préfère aller rejoindre ses parents que de se marier. En fait, Ti-Jean est attaché aux valeurs enfantines et a de nombreux scrupules. Il est très attaché aux vieillards, surtout les sorciers et les fées, qui lui font don d'objets magiques.
Ti-Jean : contes acadiens se vend à 9 500 exemplaires avant 1995, un record pour un livre jeunesse acadien ; une nouvelle édition est d'ailleurs publiée en 1984. Le recueil est inclus au programme de certaines écoles acadiennes. Melvin Gallant publie un deuxième recueil, Ti-Jean-le-Fort, en 1991.

### Textes divers
Collaborant avec Marielle Boudreau, Melvin Gallant termine La Cuisine traditionnelle en Acadie en 1975, un livre comptant 175 recettes. C'est le premier ouvrage publié sur le sujet et le plus complet à ce jour. Selon David Lonergan, c'est probablement le plus grand vendeur de livres publiés en Acadie.
Le Pays d'Acadie, paru en 1982, est un album de textes et de photos sur les Acadiens, leur milieu, leur économie et leur loisir. Il résume aussi l'histoire de l'Acadie tout en la situant dans le contexte politique et linguistique contemporain. C'est un ouvrage « non truqué » selon Jean Royer, qui « dépasse le pittoresque » aux yeux de Natania Étienne. David Lonergan n'est pas de cet avis, considérant qu'il ressemble plus à un guide touristique. Toutefois, d'après Michael O. Nowlan, l'auteur démontre l'apport des Acadiens malgré leur rejet tout au cours de l'histoire.
L'Été insulaire est le seul recueil de poésie complété par Melvin Gallant, en 1982. Se déroulant en Grèce, il a pour thème l'empreinte d'un amour fou blessé.
Réalisant une autre première dans la littérature acadienne, il agrémente de ses photographies les ouvrages Caprice à la campagne (1982) et Caprice en hiver (1984), des recueils inspirés de sa chatte Caprice. Les deux volumes ont été traduits en anglais et devraient avoir une suite, d'après la promesse de l'auteur.
En 1983, Melvin Gallant termine, avec Ginette Gould, Portrait d'écrivain, un dictionnaire biographique de quatre-vingt-trois auteurs acadiens comportant des extraits d'œuvres,. C'est le premier dictionnaire des auteurs acadiens et il fut un ouvrage de référence durant les années 1980 mais il y est désormais obsolète, de l'aveu même des auteurs.
Son roman Le Chant des grenouilles lui vaut le prix France-Acadie en 1983. C'est l'histoire de Michel, un homme de vingt-deux ans atteint d'une maladie incurable qui décide de vivre ses dernières années à fond.
En 1985, la Société historique acadienne publie une nouvelle édition du récit de voyage de Dière de Dièreville en Acadie de 1699 à 1670, avec une introduction et des annotations de Melvin Gallant. Ce texte, sans être très original, constitue, selon John A. Dickinson, un témoignage « très perspicace » sur l'Acadie du tournant du XVIIIe siècle.
Son roman Le Complexe d'Évangéline, terminé en 2001, actualise le mythe d'Évangéline en tentant de lui trouver une fin ; la quête de Nathalie, l'héroïne, est avant tout une métaphore de l'affirmation de la modernité. Le poème Évangéline, quoique écrit par l'Américain Henry Longfellow, a eu une influence fondamentale sur la culture et la renaissance acadienne du XIXe siècle. Melvin Gallant est le premier auteur publié aux Éditions de la Francophonie, donnant ainsi de la crédibilité à cette maison.
L'auteur commence une nouvelle série de trois recueils, Tite-Jeanne, en 1999. L'auteur désirait explorer le conte traditionnel avec un personnage féminin. Ce sont en fait des relectures de Ti-Jean, avec les mêmes thèmes, où le prince joue toutefois le rôle de la princesse dans Ti-Jean. David Lornergan considère que le meilleur de la série est Tite-Jeanne et le Prince Igor, le troisième recueil.
Ses contes sont dès lors publiés aux éditions Bouton d'or Acadie, sauf Patrick l'Internaute, qui paraît en 2003 chez Chenelière Éducation.
En 2011, il signe le conte Cendrillouse, Cendrillon acadienne, dans le volume Cendrillon de quatre continents. Cendrillouse, ou Souillon, est le nom donné à Cendrillon en Acadie.

### Nouvelle version deTi-Jean
Les Éditions d'Acadie ferment leurs portes en 2000, provoquant une pénurie des deux recueils de Ti-Jean. Face à la demande populaire, les contes sont réédités aux éditions Bouton d'or Acadie sous les titres : Ti-Jean-le-Brave (2005), Ti-Jean-le-Rusé (2006), Ti-Jean-l'intrépide (2007) et Ti-Jean-Tête-D'Or (2010). L'auteur reprend les contes originaux, avec quelques modifications, et ajoute de nouveaux textes. Ti-Jean-le-Rusé lui vaut le prix Hackmattack en 2006.
Ti-Jean-le-Brave regroupe cinq contes. Selon Daniel Marchildon, les meilleurs sont Bonnet Rouge et Belle aurore soleil, dans lesquels Ti-Jean part à la quête de personnages. Il considère aussi que Le Violon du géant et Le Géant qui dévorait des jeunes filles comptent trop d'éléments en trop peu de pages. Il estime tout de même que l'auteur utilise des tournures imagées et un vocabulaire précis. Yves Cormier affirme que c'est un très beau recueil.
Les contes de Ti-Jean-l'intrépide sont plus longs que ceux de Ti-Jean : contes acadiens et comptent plus d'événements secondaires alourdissant le texte. Selon Daniel Long, Ti-Jean-l'intrépide souffre d'un manque de rigueur narrative et d'un style trop neutre probablement causée par une « écriture précipitée », menant à la fin brusque de certains contes, à des omissions et à des descriptions incomplètes. Ces recueils restent tout de même accessibles par leur présentation, quoique les illustrations de Michel Duguay auraient pu être mieux reproduites, selon Daniel Long et Daniel Marchildon,.
Ti-Jean-Tête-D'Or regroupe cinq contes. Selon Michèle LeBlanc, ils ont une fin abrupte, qui pourrait décourager certains lecteurs.

### Le Métis de BeaubassinetÀ la conquête de l'île Saint-Jean

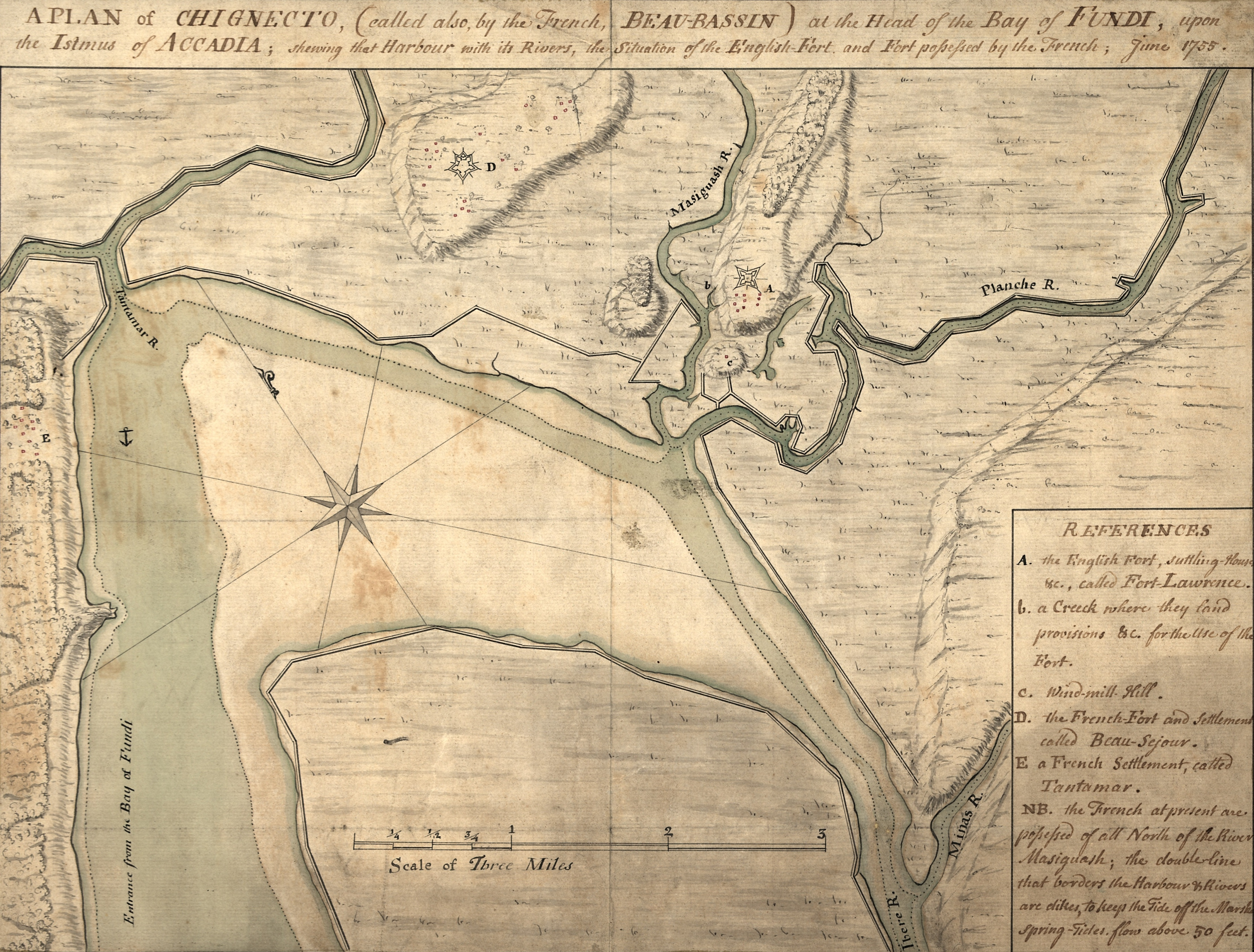
Carte de 1755 de Beaubassin, où est centrée l'action du roman Le Métis de Beaubassin (2009).

En 2009, Melvin Gallant publie Le Métis de Beaubassin, qu'il considère comme son meilleur texte. Le roman, fruit de trois ans de recherches, est centré sur l'histoire du village de Beaubassin, fondé en 1677 ; son personnage principal est l'ancêtre de l'auteur, Michel Haché dit Gallant (1663-1737), qui fut le bras droit du seigneur Michel Leneuf de La Vallière et de Beaubassin. Le roman se termine en 1720 lorsque le personnage principal, fatigué d'être poursuivi par les Anglais, se rend avec sa famille à l'île Saint-Jean, l'actuelle Île-du-Prince-Édouard. L'auteur fait découvrir « des aspects de la vie acadienne que l'on connaît moins bien » : luttes de pouvoirs, tracas quotidiens, entretien des digues, accusation de sorcellerie, batailles avec les Anglais, etc. C'est l'un des rares récits publiés sur Beaubassin, pourtant l'une de trois principales localités de l'Acadie historique, avec Port-Royal et Grand-Pré. Le roman est apprécié de Georges Arsenault, le principal historien acadien de l'Île-du-Prince-Édouard.
Melvin Gallant écrit une suite, À la conquête de l'île Saint-Jean, qui est publiée en 2016. L'action se déroule entre 1720 et le début de la Déportation de l'île Saint-Jean, un épisode de la Déportation des Acadiens, en 1758.

## Distinctions
- 1983, Prix France-Acadie, pour Le Chant des grenouilles[8]
- 1983, Ordre des francophones d'Amérique[29]
- 1985, Chevalier de l'Ordre des Palmes académiques
- 2006, finaliste au prix Hackmatack - le choix des jeunes, pour Tite-Jeanne et la pomme d'or[25]
- 2007, Prix Hackmatack - le choix des jeunes, pour Ti-Jean-le-brave[25]
- 2013, Prix du lieutenant-gouverneur pour l’excellence dans les arts littéraires en français

## Œuvres

### Contes
- Melvin Gallant, « Bonnet Rouge », Écrits du Canada français, no 38,‎ 1974, p. 124-134
- Melvin Gallant et Bernard Leblanc (illustrations), Ti-Jean, contes acadiens, Moncton, Éditions d'Acadie (réimpr. 1984, 1991) (1re éd. 1973), 248 p. (ISBN 978-2-7600-0183-1 et 2-7600-0183-0)
- Melvin Gallant, Caprice à la campagne, Moncton, Éditions d'Acadie, 1982, 15 p. (ISBN 2-7600-0081-8)
- Melvin Gallant, Caprice en hiver, Moncton, Éditions d'Acadie, 1984, 16 p. (ISBN 2-7600-0109-1)
- Melvin Gallant, Ti-Jean-le-fort : contes acadiens, Moncton, Éditions d'Acadie, 1991, 248 p. (ISBN 978-2-7600-0183-1)
- Melvin Gallant et Denise Paquette (illustrations), Tite-Jeanne et le prince triste, Moncton, Bouton d'or Acadie, 1999, 41 p. (ISBN 2-922203-23-9)
- Melvin Gallant et Denise Paquette (illustrations), Tite-Jeanne et la pomme d'or, Moncton, Bouton d'or Acadie, 2000, 78 p. (ISBN 2-922203-30-1)
- Melvin Gallant, Patrick l'Internaute, Montréal, Chenelière Éducation, 2003, 55 p. (ISBN 2-89461-776-3)
- Melvin Gallant et Denise Paquette (illustrations), Tite-Jeanne et le prince Igor, Moncton, Bouton d'or Acadie, 2004, 71 p. (ISBN 2-922203-56-5)
- Melvin Gallant et Michel Duguay (illustrations), Ti-Jean-le-Brave, Moncton, Bouton d'or Acadie, 2005, 187 p. (ISBN 2-922203-91-3)
- Melvin Gallant et Michel Duguay (illustrations), Ti-Jean-le-Rusé, Moncton, Bouton d'or Acadie, 2006, 217 p. (ISBN 2-923518-06-3)
- Melvin Gallant et Michel Duguay (illustrations), Ti-Jean-l'Intrépide, Moncton, Bouton d'or Acadie, 2007, 237 p. (ISBN 978-2-923518-22-0)
- Melvin Gallant, Ti-Jean-Tête-D'Or, Moncton, Bouton d'or Acadie, 2010, 198 p. (ISBN 978-2-923518-65-7)
- Melvin Gallant, « Cendrillouse, Cendrillon acadienne », dans collectif, Cendrillon de quatre continents, Moncton, Bouton d'or Acadie, 2011 (ISBN 978-2-923518-82-4)

### Poèmes
- Melvin Gallant, L'Été insulaire : chant littéraire, Moncton, Éditions d'Acadie, 1982, 39 p. (ISBN 2-7600-0075-3)
- Melvin Gallant, « Variation saisonnières du pays, poèmes », Intervention à haute voix, no 9,‎ 1983, p. 24-32

### Romans
- Melvin Gallant, Le Chant des grenouilles : roman, Moncton, Éditions d'Acadie, 1982, 157 p. (ISBN 2-7600-0083-4)
- Melvin Gallant, Le Complexe d'Évangéline : roman, Lévis, Éditions de la Francophonie, 2001, 241 p. (ISBN 2-9807136-0-0)
- Melvin Gallant, Le Métis de Beaubassin : roman historique, Lévis, Éditions de la Francophonie, 2009, 328 p. (ISBN 978-2-89627-192-4)
- Melvin Gallant, À la conquête de l'île Saint-Jean, Tracadie, La Grande marée, 2016, 213 p. (ISBN 978-2-349-72349-9)

### Nouvelles
- Melvin Gallant, « Le trou blanc », Éloizes, no 1,‎ printemps 1980 (ISSN 0228-0124)

### Documentaires, manuels et thèses
- Melvin Gallant, Initiation à la dissertation, Moncton, Librairie acadienne, Université de Moncton, 1966, 49 p.
- Melvin Gallant, Le Thème de la mort chez Roger Martin Du Gard, Paris, Klincksieck, 1971, 299 p.
- Marielle Cormier Boudreau et Melvin Gallant, La Cuisine traditionnelle en Acadie : historique des traditions et coutumes culinaires chez les Acadiens du Nouveau-Brunswick, de la Nouvelle-Écosse, de l'Île-du-Prince-Édouard et des Îles-de-la-Madeleine, Moncton, Éditions d'Acadie (réimpr. 1980, 1987) (1re éd. 1975), 181 p.
- Melvin Gallant, Le Pays d'Acadie, Moncton, Éditions d'Acadie, 1980, 206 p. (ISBN 2-7600-0051-6)
- Melvin Gallant et Ginette Gould, Portraits d'écrivains : dictionnaire des écrivains acadiens, Moncton, Éditions Perce-Neige, 1982, 180 p. (ISBN 2-7600-0071-0)
- Melvin Gallant (dir.) et al., Les Maritimes : trois provinces à découvrir, Moncton, Éditions d'Acadie, 1987, 420 p. (ISBN 2-7600-0148-2)
- Melvin Gallant (dir.), Mer et littérature : actes du Colloque international sur "La mer dans les littératures d'expression française du XXe siècle", Moncton, les 22-23-24 août 1991, Moncton, Éditions d'Acadie, 1992, 352 p. (ISBN 2-7600-0217-9)
- Marielle Cormier Boudreau et Melvin Gallant, La Cuisine traditionnelle en Acadie : historique des traditions et coutumes culinaires chez les Acadiens du Nouveau-Brunswick, de la Nouvelle-Écosse, de l'Île-du-Prince-Édouard et des Îles-de-la-Madeleine, Lévis, Éditions de la Francophonie, 2002, 181 p. (ISBN 2-923016-04-1)

### Articles et chapitres
- Melvin Gallant, « Gides et notre temps », La Revue neuchâtelloise,‎ 1969, p. 18-21
- Melvin Gallant, « Le Nouveau Roman, position et perspectives », La Revue de l'Université de Moncton, vol. 6, no 2,‎ mai 1973, p. 8-18
- Melvin Gallant, « La Sagouine et la société acadienne », Revue de l'Association canadienne d'éducation de langue française Québec, vol. 2, no 1,‎ janvier 1973, p. 21-24
- Melvin Gallant, « L'enseignement de la littérature peut-il être scientifique? », Propos littéraires, no 7,‎ 1973, p. 41-50
- Melvin Gallant, « Le discours obsessionnel dans « La Conversation entre hommes » d'Huguette Légaré », La Revue de l'Université de Moncton,‎ mai 1974, p. 203-208
- Melvin Gallant, Marielle Boudreau et Marguerite Maillet, « L'Acadie », dans Guide culturel, civilisations et littératures, vol. 4, Paris, Hachette, 1977, p. 286-297
- Melvin Gallant, « Saint-Denys Garneau et l'éblouissement de la nuit », dans Le Lieu et la formule, Neuchâtel, La Baconnière, 1978, p. 203-215
- Melvin Gallant, « « Adieu P'tit Chippagan », réminiscences poétiques de l'Ancienne Acadie », Si Que, no 4,‎ juin 1979, p. 193-200
- Melvin Gallant, « À l'abordage », Égalité, no 1,‎ automne 1980
- Melvin Gallant, « Introduction à la littérature acadienne », Bibliographie acadienne,‎ mars 1981, p. 7-12
- Melvin Gallant, « Notre droit à la différence », Bulletin de la Bibliothèque nationale du Québec,‎ novembre 1981
- Melvin Gallant, « Les romanciers acadiens et le retour aux sources », La Revue d'Histoire littéraire du Québec, no 3,‎ hiver-printemps 1982, p. 106-112
- Melvin Gallant, « Pour un plan d'urbanisation acadien », Égalité,‎ printemps 1982, p. 123-130
- Melvin Gallant et Samuel Arsenault (collaborateur), « Pour une refonte des cartes électorales fédérales et provinciales du N.-B. », Égalité,‎ hiver 1983, p. 15-32
- Melvin Gallant, « Du mythe à la réalité: évolution du roman acadien », Incidences,‎ automne 1984, p. 24-32
- Melvin Gallant, « L'Acadie colonisatrice et colonisée », Les Publications de l'Université de Toulouse,‎ automne 1984
- Melvin Gallant, « Épopée, fantaisie et symbole dans Don l'Orignal », dans Québec Studies, vol. 4, 1986, p. 286-297
- Melvin Gallant, « Évolution de la littérature acadienne », Vie française,‎ 1987

#### Ouvrages spécialisés
- [PDF] Yves Cormier, « Compte rendu », Rabaska : revue d'ethnologie de l'Amérique française, vol. 5,‎ 2007, p. 157-58 (lire en ligne)
- « Gallant, Melvin », dans Réginald Hamel, John Hare et Paul Wyczynski, Dictionnaire des auteurs de langue française en Amérique du Nord, Montréal, Fides, 1989 (lire en ligne)
- [PDF] Michèle Leblanc, « Ti-Jean-Tête d'or de Melvin Gallant », Liaison, no 151,‎ mai 2011, p. 68 (lire en ligne)
- [PDF] Daniel Long, « Gallant, Melvin. Ti-Jean l’Intrépide. Illustrations de Michel Duguay. Moncton, Bouton d’Or Acadie, « Météorite », 2007, 237 p.  (ISBN 978-2-923518-22-0). », Rabaska : revue d'ethnologie de l'Amérique française, vol. 7,‎ 2009, p. 190-194 (lire en ligne)
- Marguerite Maillet, Gérald Leblanc et Bernard Emont, Anthologie de textes littéraires acadiens : 1606-1975, Moncton, Éditions d'Acadie, 1992, 643 p. (ISBN 2-7600-0228-4), p. 520-525
- [PDF] Daniel Marchildon, « Le vieux Ti-Jean, toujours nouveau », Liaison, no 135,‎ printemps 2007, p. 58 (lire en ligne)
- Claude Potvin, « Melvin Gallant », Lurelu, vol. 18, no 1,‎ 1995, p. 18 (lire en ligne)

#### Ouvrages généraux
- Anselme Chiasson, Charlotte Cormier, Donald Deschênes et Ronald Labelle, « Le folklore acadien », dans Jean Daigle (dir.), L'Acadie des Maritimes, Moncton, Centre d'études acadiennes, Université de Moncton, 1993 (ISBN 2921166062), p. 649-706